# HB Alarmsystemen
El equipo HB Alarmsystemen fue un equipo ciclista neerlandés que compitió profesionalmente entre el 1979 y el 1981.

## Principales resultados
- A través de Bélgica: Johan van der Meer (1981)
- Vuelta a Andalucía: Adri Schipper (1981)

### En las grandes vueltas
- Vuelta a España
  - 2 participaciones (1980, 1981)
  - 3 victorias de etapa:
    - 1 el 1980: Jos Lammertink
    - 2 el 1981: Heddie Nieuwdorp, Jos Lammertink

  - 0 clasificación final:
  - 0 clasificación secundaria:

- Giro de Italia
  - 0 participaciones

- Tour de Francia
  - 0 participaciones

## Composición del equipo
| \| Integrantes del equipo 1979 \| Integrantes del equipo 1979 \| Integrantes del equipo 1979 \| Integrantes del equipo 1979 \| \| Corredor \| Fecha de nacimiento \| Equipo previo \| \| \| ---------------------------------------- \| --------------------------- \| ----------------------------------- \| --------------------------- \| \| Jan Breur (1 de may–31 de dic) \| 23 de diciembre de 1951 \| \| \| \| Richard Bukacki (28 de may–31 de dic) \| 23 de mayo de 1946 \| Mini-Flat–Boule d'Or–Colnago (1978) \| \| \| Wim de Ruiter (15 de abr–31 de dic) \| 15 de junio de 1951 \| \| \| \| Roelof Groen (15 de abr–31 de dic) \| 17 de agosto de 1952 \| \| \| \| Wim Jeremiasse (2 de jun–31 de dic) \| 6 de abril de 1956 \| \| \| \| Aldert Jongkind (15 de abr–31 de dic) \| 4 de enero de 1940 \| \| \| \| Hans Langerijs (15 de abr–31 de dic) \| 14 de enero de 1953 \| \| \| \| Gérard Mak (15 de abr–31 de dic) \| 24 de noviembre de 1953 \| \| \| \| Co Moritz (2 de jun–31 de dic) \| 6 de junio de 1951 \| \| \| \| Hennie Peels (2 de jun–31 de dic) \| 28 de diciembre de 1943 \| \| \| \| Theo Smit (15 de abr–31 de dic) \| 5 de abril de 1951 \| \| \| \| Johan van der Meer (15 de abr–31 de dic) \| 16 de noviembre de 1954 \| \| \| \| Peter Zijerveld (2 de jul–31 de dic) \| 16 de marzo de 1955 \| \| \| \| Ton Zuiker (15 de abr–31 de dic) \| 30 de diciembre de 1946 \| \| \| \| \| \| \| \| \| Fuente: Cycling Archives \| \| \| \|Nota: Jan Breur |                         |                                     |  |
| Integrantes del equipo 1979 |                         |                                     |  |
| Corredor | Fecha de nacimiento     | Equipo previo                       |  |
| Jan Breur (1 de may–31 de dic) | 23 de diciembre de 1951 |                                     |  |
| Richard Bukacki (28 de may–31 de dic) | 23 de mayo de 1946      | Mini-Flat–Boule d'Or–Colnago (1978) |  |
| Wim de Ruiter (15 de abr–31 de dic) | 15 de junio de 1951     |                                     |  |
| Roelof Groen (15 de abr–31 de dic) | 17 de agosto de 1952    |                                     |  |
| Wim Jeremiasse (2 de jun–31 de dic) | 6 de abril de 1956      |                                     |  |
| Aldert Jongkind (15 de abr–31 de dic) | 4 de enero de 1940      |                                     |  |
| Hans Langerijs (15 de abr–31 de dic) | 14 de enero de 1953     |                                     |  |
| Gérard Mak (15 de abr–31 de dic) | 24 de noviembre de 1953 |                                     |  |
| Co Moritz (2 de jun–31 de dic) | 6 de junio de 1951      |                                     |  |
| Hennie Peels (2 de jun–31 de dic) | 28 de diciembre de 1943 |                                     |  |
| Theo Smit (15 de abr–31 de dic) | 5 de abril de 1951      |                                     |  |
| Johan van der Meer (15 de abr–31 de dic) | 16 de noviembre de 1954 |                                     |  |
| Peter Zijerveld (2 de jul–31 de dic) | 16 de marzo de 1955     |                                     |  |
| Ton Zuiker (15 de abr–31 de dic) | 30 de diciembre de 1946 |                                     |  |
| |                         |                                     |  |
| Fuente: Cycling Archives |                         |                                     |  |

| \| Integrantes del equipo 1980 \| Integrantes del equipo 1980 \| Integrantes del equipo 1980 \| Integrantes del equipo 1980 \| \| Corredor \| Fecha de nacimiento \| Equipo previo \| \| \| --------------------------- \| --------------------------- \| -------------------------------------- \| --------------------------- \| \| Jan Aling \| 24 de junio de 1949 \| Marc Zeep Savon-Superia (1979) \| \| \| Richard Bukacki \| 23 de mayo de 1946 \| Glemp-T.J. Cycles-Sunair-Heylen (1979) \| \| \| Wim de Ruiter \| 15 de junio de 1951 \| \| \| \| Roelof Groen \| 17 de agosto de 1952 \| \| \| \| Martin Havik \| 15 de diciembre de 1955 \| TI-Raleigh-McGregor (1979) \| \| \| Jos Lammertink \| 28 de marzo de 1958 \| \| \| \| Co Moritz \| 6 de junio de 1951 \| \| \| \| Heddie Nieuwdorp \| 28 de marzo de 1956 \| \| \| \| Herman Ponsteen \| 27 de marzo de 1953 \| \| \| \| Johan van der Meer \| 16 de noviembre de 1954 \| \| \| \| Wies van Dongen \| 8 de octubre de 1957 \| \| \| \| Ad Van Peer \| 31 de agosto de 1955 \| \| \| \| Jan van Tilborg \| 25 de mayo de 1953 \| \| \| \| Peter Zijerveld \| 16 de marzo de 1955 \| \| \| \| \| \| \| \| \| Fuente: Cycling Archives \| \| \| \| |                         |                                        |  |
| Integrantes del equipo 1980 |                         |                                        |  |
| Corredor | Fecha de nacimiento     | Equipo previo                          |  |
| Jan Aling | 24 de junio de 1949     | Marc Zeep Savon-Superia (1979)         |  |
| Richard Bukacki | 23 de mayo de 1946      | Glemp-T.J. Cycles-Sunair-Heylen (1979) |  |
| Wim de Ruiter | 15 de junio de 1951     |                                        |  |
| Roelof Groen | 17 de agosto de 1952    |                                        |  |
| Martin Havik | 15 de diciembre de 1955 | TI-Raleigh-McGregor (1979)             |  |
| Jos Lammertink | 28 de marzo de 1958     |                                        |  |
| Co Moritz | 6 de junio de 1951      |                                        |  |
| Heddie Nieuwdorp | 28 de marzo de 1956     |                                        |  |
| Herman Ponsteen | 27 de marzo de 1953     |                                        |  |
| Johan van der Meer | 16 de noviembre de 1954 |                                        |  |
| Wies van Dongen | 8 de octubre de 1957    |                                        |  |
| Ad Van Peer | 31 de agosto de 1955    |                                        |  |
| Jan van Tilborg | 25 de mayo de 1953      |                                        |  |
| Peter Zijerveld | 16 de marzo de 1955     |                                        |  |
| |                         |                                        |  |
| Fuente: Cycling Archives |                         |                                        |  |

| \| Integrantes del equipo 1981 \| Integrantes del equipo 1981 \| Integrantes del equipo 1981 \| Integrantes del equipo 1981 \| \| Corredor \| Fecha de nacimiento \| Equipo previo \| \| \| ----------------------------------------- \| --------------------------- \| ------------------------------------ \| --------------------------- \| \| Roelof Groen \| 17 de agosto de 1952 \| \| \| \| Jos Lammertink \| 28 de marzo de 1958 \| \| \| \| Heddie Nieuwdorp \| 28 de marzo de 1956 \| \| \| \| Herman Ponsteen \| 27 de marzo de 1953 \| \| \| \| Jos Schipper \| 10 de junio de 1951 \| Marc-Carlos-V.R.D.-Woningbouw (1980) \| \| \| Dag Selander \| 21 de noviembre de 1965 \| \| \| \| Johan van der Meer \| 16 de noviembre de 1954 \| \| \| \| Wies van Dongen \| 8 de octubre de 1957 \| \| \| \| Jacques van Meer \| 18 de mayo de 1958 \| \| \| \| Ad Van Peer \| 31 de agosto de 1955 \| \| \| \| Jan van Tilborg \| 25 de mayo de 1953 \| \| \| \| Mario van Vlimmeren \| 10 de junio de 1958 \| \| \| \| Hans Vonk \| 15 de agosto de 1959 \| \| \| \| Peter Zijerveld \| 16 de marzo de 1955 \| \| \| \| \| \| \| \| \| Fuentes: ProCyclingStats Cycling Archives \| \| \| \| |                         |                                      |  |
| Integrantes del equipo 1981 |                         |                                      |  |
| Corredor | Fecha de nacimiento     | Equipo previo                        |  |
| Roelof Groen | 17 de agosto de 1952    |                                      |  |
| Jos Lammertink | 28 de marzo de 1958     |                                      |  |
| Heddie Nieuwdorp | 28 de marzo de 1956     |                                      |  |
| Herman Ponsteen | 27 de marzo de 1953     |                                      |  |
| Jos Schipper | 10 de junio de 1951     | Marc-Carlos-V.R.D.-Woningbouw (1980) |  |
| Dag Selander | 21 de noviembre de 1965 |                                      |  |
| Johan van der Meer | 16 de noviembre de 1954 |                                      |  |
| Wies van Dongen | 8 de octubre de 1957    |                                      |  |
| Jacques van Meer | 18 de mayo de 1958      |                                      |  |
| Ad Van Peer | 31 de agosto de 1955    |                                      |  |
| Jan van Tilborg | 25 de mayo de 1953      |                                      |  |
| Mario van Vlimmeren | 10 de junio de 1958     |                                      |  |
| Hans Vonk | 15 de agosto de 1959    |                                      |  |
| Peter Zijerveld | 16 de marzo de 1955     |                                      |  |
| |                         |                                      |  |
| Fuentes: ProCyclingStats Cycling Archives |                         |                                      |  |